# Neastymachus angustifrons
Neastymachus angustifrons är en stekelart som först beskrevs av Shafee, Alam och Agarwal 1975.  Neastymachus angustifrons ingår i släktet Neastymachus och familjen sköldlussteklar. Inga underarter finns listade i Catalogue of Life.